# Heisteria asplundii
Heisteria asplundii é uma espécie de planta pertencente à família Olacaceae. É endêmica do Equador.